# Campoplex ocellanae
Campoplex ocellanae là một loài tò vò trong họ Ichneumonidae.